# Chiesa dei Santi Marcellino e Pietro (Cremona)
La chiesa dei Santi Marcellino e Pietro è un luogo di culto cattolico di Cremona, situato in Via Amilcare Ponchielli. La chiesa, a croce latina coperta da volta a botte, fu edificata nel Seicento in stile barocco, insieme all'annesso collegio quale sede della Compagnia di Gesù a Cremona.

## Storia
La fondazione del collegio dei Gesuiti a Cremona avvenne nell'anno 1600 per volontà dell'arcivescovo Cesare Speciano, che a questo scopo acquistò le aree dove sorsero la chiesa ed il collegio, ed alla sua morte nel 1607 nominò il collegio erede dei suoi beni per permetterne il completamento della fabbrica.
La chiesa fu commissionata nel 1602 all'architetto Francesco Bigallo, che si ispirò ai modelli del barocco romano quali la chiesa del Gesù del Vignola. La facciata fu edificata in ordine gigante, con paraste corinzie in marmo e grandi nicchie, mentre il timpano non fu mai completato. Al di sotto della serliana, è lo stemma araldico dell'arcivescovo. L'interno è ad aula unica con cappelle laterali secondo la tipologia ecclesiastica codificata nella controriforma e adottata dall'ordine. La decorazione classicheggiante è costituita da una colossale trabeazione fittamente ornata da stucchi, retta da paraste corinzie che riprendono la facciata.
A sinistra dell'ingresso è un confessionale con una cimasa decorata da un Vescovo beato attribuito al Genovesino. Il confessionale sul lato opposto è attribuito a Giacomo Bertesi. Al terzo altare sulla destra è raffigurato San Giuseppe e il Bambino Gesù di Angelo Massarotti.
All'altare maggiore è la colossale ancona barocca, di opera del Bertesi, costruita per custodire la pala di Gervasio Gatti con I santi Marcellino e Pietro l'esorcista che battezzano la figlia del carceriere. Di questa pala i critici lodano l'ordine e l'equilibrio della composizione che conferiscono all'opera un tono di silenzioso e pacato raccoglimento, accentuato dalla limitatissima gamma cromatica, ridotta a variazioni di sfumature argentate e dorate. Particolare studio è dedicato agli effetti luministici che scaturiscono dalla luce divina al centro del coro angelico, che illumina l'intera scena con riflessi metallici e lucentezze seriche. L'inusuale ancona era costruita per dare la possibilità di srotolare in particolari occasioni, sopra il dipinto del Gatti, la tela con la Crocefissione del Bonisoli. Altre opere notevoli conservate sono le Storie dei santi Marcellino e Pietro del Massarotti e le Storie di Sant'Orsola e la Presentazione di Maria al Tempio del Genovesino.